# Score (album)
Scoreje uživo izdanje američkog progresivnog metal sastava Dream Theater snimljeno 1. travnja 2006. godine u dvorani Radio City Music Hall u New Yorku. Koncert je dio turneje koja je obilježavala dvadesetu obljetnicu od osnivanja sastava. Album je izdan 29. kolovoza iste godine kao trostruko audio CD izdanje i dvostruko DVD video izdanje.

## Popis pjesama

#### CD 1
| Br. | Skladba                 | Tekstopisac      | Skladatelj    | Trajanje |
| --- | ----------------------- | ---------------- | ------------- | -------- |
| 1.  | »The Root of All Evil«  | Mike Portnoy     | Dream Theater | 8:22     |
| 2.  | »I Walk Beside You«     | John Petrucci    | Dream Theater | 4:11     |
| 3.  | »Another Won«           | Petrucci         | Dream Theater | 5:22     |
| 4.  | »Afterlife«             | Charlie Dominici | Dream Theater | 5:56     |
| 5.  | »Under a Glass Moon«    | Petrucci         | Dream Theater | 7:29     |
| 6.  | »Innocence Faded«       | Petrucci         | Dream Theater | 5:36     |
| 7.  | »Raise the Knife«       | Portnoy          | Dream Theater | 11:43    |
| 8.  | »The Spirit Carries On« | Petrucci         | Dream Theater | 9:46     |

#### CD 2
| Br. | Skladba                           | Tekstopisac       | Skladatelj                                   | Prateći sastav           | Trajanje |
| --- | --------------------------------- | ----------------- | -------------------------------------------- | ------------------------ | -------- |
| 1.  | »Six Degrees of Inner Turbulence« | Petrucci, Portnoy | Petrucci, John Myung, Jordan Rudess, Portnoy | The Octavarium Orchestra | 41:33    |
| 2.  | »Vacant«                          | James LaBrie      | Myung, Rudess                                | The Octavarium Orchestra | 3:01     |
| 3.  | »The Answer Lies Within«          | Petrucci          | Dream Theater                                | The Octavarium Orchestra | 5:36     |
| 4.  | »Sacrificed Sons«                 | LaBrie            | Dream Theater                                | The Octavarium Orchestra | 10:38    |

#### CD 3
| Br. | Skladba                                         | Tekstopisac               | Skladatelj    | Prateći sastav           | Trajanje |
| --- | ----------------------------------------------- | ------------------------- | ------------- | ------------------------ | -------- |
| 1.  | »Octavarium«                                    | LaBrie, Petrucci, Portnoy | Dream Theater | The Octavarium Orchestra | 27:16    |
| 2.  | »Metropolis Pt. 1: The Miracle and the Sleeper« | Petrucci                  | Dream Theater | The Octavarium Orchestra | 10:39    |

## Video izdanje
DVD 1
Cijeli koncert u New Yorku:
1. "The Root of All Evil" – 9:32
2. "I Walk Beside You" – 4:10
3. "Another Won" – 5:40
4. "Afterlife" – 7:28
5. "Under a Glass Moon" – 7:27
6. "Innocence Faded" – 6:16
7. "Raise the Knife" – 11:51
8. "The Spirit Carries On" – 9:37
9. "Six Degrees of Inner Turbulence" – 41:26
10. "Vacant" – 3:03
11. "The Answer Lies Within" – 5:36
12. "Sacrificed Sons" – 10:36
13. "Octavarium" – 27:29
14. "Metropolis" – 11:16
15. Credits – 2:53

DVD 2
Dokumentarac i dodatci:
- "The Score So Far..." Dokumentarni film povodom dvadesete obljetnice od osnutka sastava – 56:25
- Octavarium Animation – 3:06
- "Another Day" (uživo iz Tokija – 26. kolovoza 1993. godine) – 4:47
- "The Great Debate" (uživo iz Bukurešta – 4. srpnja 2002. godine) – 13:37
- "Honor Thy Father" (uživo iz Chicaga – 12. kolovoza 2005. godine) – 9:47

## Osoblje

### Dream Theater
- James LaBrie – vokali
- John Petrucci – gitara, prateći vokali
- John Myung – bas-gitara
- Mike Portnoy – bubnjevi, udaraljke, prateći vokali
- Jordan Rudess – klavijature

### The Octavarium Orchestra
Dirigent
- Jamshied Sharifi

Violine
- Elena Barere (Konzertmeister)
- Yuri Vodovos
- Belinda Whitney
- Avril Brown
- Katherine Livolsi
- Abe Appleman
- Joyce Hammann
- Karen Karlsrud
- Ann Leathers
- Ricky Sortomme
- Jan Mullen
- Carol Pool

Viole
- Vincent Lionti
- Adria Benjamin
- Judy Witmer
- Crystal Garner
- Jonathan Dinklage

Violončela
- Richard Locker
- Eugene Moye
- David Heiss
- Caryl Paisner

Francuski rog
- Bob Carlisle
- Dan Culpepper
- Larry DiBello

Bas trombon
- George Flynn

Flauta
- Pamela Sklar

Klarinet
- Ole Mathisen

Truba
- Jeff Kievit
- Jim Hynes

Udaraljke
- Gordon Gottlieb

## Vanjske poveznice
- Službena stranica sastava vezana uz vijesti za album Score  Arhivirana inačica izvorne stranice od 17. kolovoza 2007. (Wayback Machine)